# Lyn Wadley
Lyn Wadley là một giáo sư danh dự ngành khảo cổ học, và cũng liên kết đồng thời với khoa Khảo cổ học và Viện Tiến hóa tại Đại học Witwatersrand tại Johannesburg, Nam Phi.

## Học vấn
Wadley nhận bằng Thạc sĩ từ Đại học Cape Town vào năm 1977, và bằng PhD từ Đại học Witwatersrand vào năm 1986.

## Sự nghiệp
Wadley dạy học tại Đại học Witwatersrand từ năm 1982 đến năm 2004. Mặc dù bà đã nghỉ hưu tại trường đại học, bà vẫn hướng dẫn các nghiên cứu sinh Tiến sĩ. Bà đã dẫn dắt một nhóm các nhà khảo cổ học tại Sibudu rock shelter tại KwaZulu-Natal, và đã phát hiện ra một bằng chứng mới của khả năng nhận thức của con người thuở ban đầu. Bà được liệt kê trong danh sách Thomson Reuters gồm những nhà nghiên cứu hết sức được biểu dương.

## Lĩnh vực nghiên cứu
Trong khi nghiên cứu bằng Tiến sĩ của mình, bà đã phát triển một mô hình tổ chức xã hội của những người săn bắt-hái lượm Thời kì đồ đá muộn thuộc Thế Holocen, tập trung vào việc tụ tập và tan rã của các nhóm theo mùa. Thông qua các cuộc khai quật, bà đã xác định được một di chỉ tụ tập có khả năng tồn tại, Jubilee shelter, và một di chỉ tan rã có khả năng tồn tại, Hang James.
Sau khi hoàn thành tấm bằng Tiến sĩ, bà bắt đầu khai quật Hang Rose Cottage tại tỉnh Free State. Tập hợp các nghiên cứu của bà thì tập trung vào Thời kì đồ đá muộn thuộc Thế Holocen và Pleistocen và vào Thời kì đồ đá giữa.